# Ira W. Drew

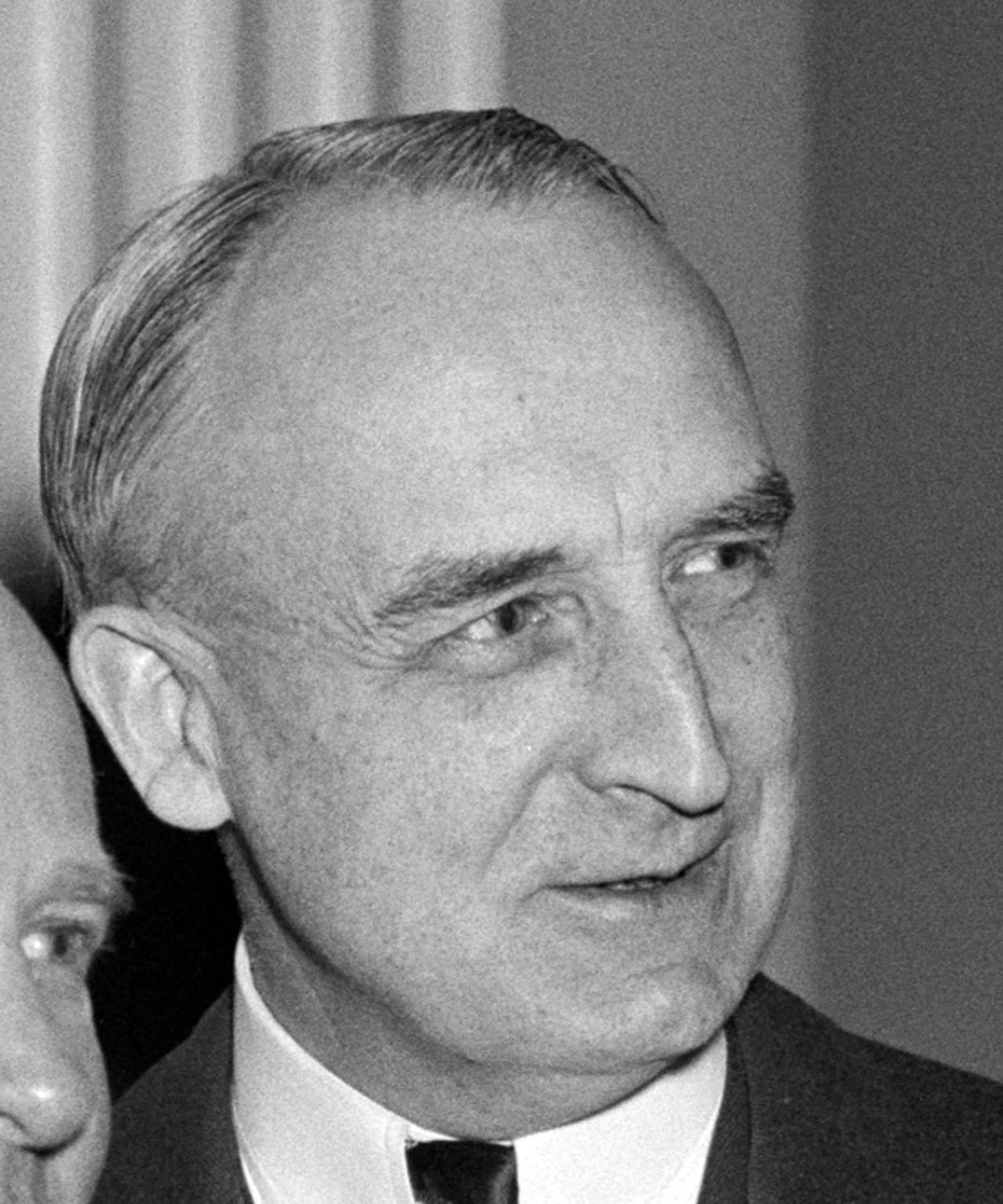
Ira W. Drew

Ira Walton Drew (* 31. August 1878 in Hardwick, Vermont; † 12. Februar 1972 in Philadelphia, Pennsylvania) war ein US-amerikanischer Politiker. Zwischen 1937 und 1939 vertrat er den Bundesstaat Pennsylvania im US-Repräsentantenhaus.

## Werdegang
Ira Drew besuchte die öffentlichen Schulen seiner Heimat sowie die Hardwick Academy. Danach absolvierte er eine Lehre im Druckerhandwerk. Zwischen 1899 und 1906 arbeitete er als Zeitungsreporter in Burlington. Danach übte er die gleiche Tätigkeit bis 1908 in Boston aus. Anschließend studierte er bis 1911 am Philadelphia College of Osteopathy das Fach für alternative Medizin (Osteopathie). Seit 1911 praktizierte er in dieser Fachrichtung in Philadelphia. Zwischen 1912 und 1933 war er Fakultätsmitglied des dortigen College of Osteopathy. Politisch wurde er Mitglied der Demokratischen Partei.
Bei den Kongresswahlen des Jahres 1936 wurde Drew im siebten Wahlbezirk von Pennsylvania in das US-Repräsentantenhaus in Washington, D.C. gewählt, wo er am 3. Januar 1937 die Nachfolge des Republikaners George P. Darrow antrat. Da er im Jahr 1938 nicht bestätigt wurde, konnte er bis zum 3. Januar 1939 nur eine Legislaturperiode im Kongress absolvieren. Während dieser Zeit wurden dort weitere New-Deal-Gesetze der Roosevelt-Regierung verabschiedet.
Nach dem Ende seiner Zeit im US-Repräsentantenhaus praktizierte Ira Drew wieder als Osteopath. Er starb hochbetagt am 12. Februar 1972 in Philadelphia.